# Albert Español i Lifante
Albert Español i Lifante   (Barcelona, 29 d'octubre de 1985) és un jugador de waterpolo català.
Format al Club Natació Atlètic-Barceloneta, va debutar a la Divisió d'Honor, el 2001, amb només 16 anys. Amb el club barceloní va estar fins al 2011, a excepció de la temporada 2007-08, que fou cedit al CN Mataró. El 2011 va fitxar pel Rari Nantes Florentia italià, amb el qual va jugar dues temporades. El 2013 va tornar al Barceloneta en la triomfant temporada 2013-14, en què el club mariner va guanyar la Lliga de Campions, la Supercopa d'Europa, la lliga espanyola i la Copa del Rei.
El 2016 es va traslladar a Grècia, per jugar amb l'Olympiakos, on va guanyar la lliga. La temporada 2017-18 va retornar de nou al Barceloneta però alhora ho va combinar amb entrenaments i partits amb la selecció xinesa, en l'intent d'aquesta selecció de preparar-se pel Jocs Olímpics de 2020. Després per un pas duna temporada pel Pays d'Aix Natation francès, l'estiu del 2020 va fitxar pel Tenerife Echeyde com a jugador-entrenador, càrrec del que fou destituït just abans d'acabar aquell mateix any.
Internacional amb la selecció espanyola juvenil, júnior i universitària, fou un dels membres de la selecció espanyola de waterpolo que guanyà la medalla de plata en el Campionat del Món del 2009. També ha obtingut medalles d'argent als Jocs Mediterranis de 2009 i als del 2013. Ha aconseguit el diploma olímpic als Jocs Olímpics de Londres (2012) i als de Rio de Janeiro (2016).